# Salvia longistyla
Salvia longistyla es una especie de planta mexicana que florece a mediados del otoño. No es fuerte, crece mejor en macetas, propagándose por gajos. 

## Descripción
Este arbusto de salvia tiene bello y verde follaje, y sus ramas florales tienen flores largas, profundas y rojizas.

## Taxonomía
Salvia longistyla fue descrita por George Bentham y publicado en Labiatarum Genera et Species 295–296. 1833.
Etimología
Ver: Salvia
longistyla: epíteto latino que significa "con largos estilos".
Sinonimia
- Salvia rectiflora Vis., Index Seminum (PAD) (1839).
- Salvia tubiformis Klotzsch, Allg. Gartenzeitung 9: 114 (1841).
- Salvia aristulata M.Martens & Galeotti, Bull. Acad. Roy. Sci. Bruxelles 11(2): 67 (1844).[4][5]